# Rötjärnen (Skorpeds socken, Ångermanland)
Rötjärnen är en sjö i Örnsköldsviks kommun i Ångermanland och ingår i Nätraåns huvudavrinningsområde. Sjön har en area på 0,021 kvadratkilometer och ligger 340,4 meter över havet.

## Delavrinningsområde
Rötjärnen ingår i det delavrinningsområde (703873-159102) som SMHI kallar för Utloppet av Rötjärnen. Medelhöjden är 357 meter över havet och ytan är 0,14 kvadratkilometer. Räknas de 2 avrinningsområdena uppströms in blir den ackumulerade arean 1,45 kvadratkilometer. Vattendraget som avvattnar avrinningsområdet har biflödesordning 3, vilket innebär att vattnet flödar genom totalt 3 vattendrag innan det når havet efter 83 kilometer. Delavrinningsområdet helt och hållet bevuxet med skog.